# 赤々丸
『赤々丸』（あかあかまる）とは、内田美奈子による漫画作品である。『ウィングス」にて連載された。単行本は全5巻。

## あらすじ
現代日本の高校生だった赤井は、ある日赤々丸と白々丸という2つの身体と人格に分裂しタイムスリップ。2人が訪れたのは猫族解放同盟と中央人間政府が敵対する2153年の未来世界だった。不良で「悪の心」を持つ過激な赤々丸は猫族のシンボルとなり、真面目で「正義の心」を持つ白々丸は得意な理屈をこねつつ猫族と協力し仲間を率いていく。 赤井に恋するあまり強引に追いかけてきた同級生の少女・祥子も加わって、敵味方それぞれの思惑が交錯する。そんな中犬族の支配するパラドックスも参戦し、戦いは激しさを増すのだった。人間・猫・犬たちの未来を掛けた戦いはいずれどうなるのであろうか。

## 登場人物

### 主要人物
赤井（あかい）
本作の主人公。下の名前は不明。元は成績優秀で品行方正な生徒会長だったが、ある事件をきっかけに2人に分裂してしまう。
赤々丸（あかあかまる）
赤井の悪の心が具現化した人物。ネコンの英雄的存在だが、不良気質の殺し屋。
白々丸（しろしろまる）
赤井の正義の心が具現化した人物。オリジナルより真面目すぎる性分。プライドが非常に高く、赤々丸と間違えられることを非常に嫌っている。
祥子（しょうこ）
ヒロイン。赤井に片想いしている少女。赤井を追って成金ネコのタイムマシンを奪い、2153年へとやってきた。赤々丸と白々丸の間で心が揺れる。

### 猫族解放同盟
猫猫丸
猫族の1人。控えめな性格で、周囲に馬鹿にされていた。ストレスによる円形脱毛症を気にしている。
めね田おたべ（めねた おたべ）
猫族の1人でかなりの大食い。食べるスピードが非常に早すぎる。その食欲故に「めね田教」という新興宗教すらも設立されたこともある。
猫谷素朴
猫族の1人。かなりの甘党で頭の中には脳みその代わりに砂糖があると疑われたこともある。発想が単純であり、一本気。
猫田ぼーいち

猫丹よしひね

団獅子真似

里見みくろ

猫美

ラテ

### パラドックス
ワサキイヌ

ムフティイヌ

アカシイヌ

### 中央人間政府
ハヤカワ・シズオ

将軍

ガーランド首相

モーガン所長

### その他の登場人物
真二（しんじ）

猫松（ねこまつ）